# Saint-Quentin (Nuovo Brunswick)
Saint-Quentin è un comune del Canada, situato nella provincia del Nuovo Brunswick.